# Eremippus veltistshevi
Eremippus veltistshevi är en insektsart som beskrevs av Miram 1951. Eremippus veltistshevi ingår i släktet Eremippus och familjen gräshoppor.

## Underarter
Arten delas in i följande underarter:
- E. v. veltistshevi
- E. v. hissaricus